# Craterestra subterminata
Craterestra subterminata är en fjärilsart som beskrevs av George Francis Hampson 1903. Craterestra subterminata ingår i släktet Craterestra och familjen nattflyn. Inga underarter finns listade i Catalogue of Life.